# Gerolzhofen
Gerolzhofen – miasto w Niemczech, w kraju związkowym Bawaria, w rejencji Dolna Frankonia, w regionie Main-Rhön, w powiecie Schweinfurt, siedziba wspólnoty administracyjnej Gerolzhofen. Leży w Steigerwaldzie, ok. 18 km na południowy wschód od Schweinfurtu, nad rzeką Volkach, przy drodze B286 i linii kolejowej Kitzingen – Schweinfurt.

## Polityka
Burmistrzem jest Irmgard Krammer. 

### Rada miasta
Rada miasta składa się z 21 członków:
|      | CSU | SPD | Wolni Wyborcy | REP | geo-net | Lista Młodych | Razem     |
| 2002 | 9   | 4   | 5             | 1   | 1       | 1             | 21 miejsc |

### Współpraca
Miejscowości partnerskie:
- Elek, Węgry
- Mamers, Francja (od 1972)
- Rodewisch, Saksonia
- Sankt Oswald-Riedlhütte, Bawaria
- Scarlino, Włochy
- Sè, Benin
- Wielka Wieś, Polska